# Floarea-cucului
Floarea-cucului (Lychnis flos-cuculi) numită și cocoșei, cuculeasă sau schânteiuța-lupului, este o specie de plante din familia Caryophyllaceae.
Este răspândită în Europa și Asia, adeverită în America.

## Descrierea plantei
Tulpina înaltă până la 90 cm, adesea roșiatică, în partea superioară cu axe florifere unghiulare, dispers-păroase. Frunze opuse, cele inferioare alungit-spatulate, superioare liniar-lanceolate, mai mult sau mai puțin aspre. Flori roz, rar aproape albe, dispuse în dicaziu lax; caliciu gamosepal; tubulos-campanulat, glabru; corola cu petale filiform-laciniate, coronula evidentă, adânc-bidentată; androceu din 10 stamine; gineceu cu ovar unilocular, pedicelat, continuat cu 5 stile. Fruct capsular. Semințe brune, numeroase. Înmulțirea prin semințe.
Cultivarea plantei: 
Se poate cultiva în grupuri, rabate, în grădini publice sau individuale. Utilizată ca floare tăiată. Decorativă prin frunze, flori. Plantă perenă hemicriptofilă spre mezohidrofilă, microtermă spre moderat-termofilă, la pH amfitolerantă, întâlnită frecvent prin locuri înierbate, umede, la marginea bălților, în fânețe umede, apătoase, de la câmpie până în regiune montană.
Timpul de înflorire:
Înflorire mai-august.
Componentele plantei utilizate în terapeutică: părțile aeriene ale plantei sunt utilizate de medicina umană tradițională în tratarea unor afecțiuni ale căilor respiratori și grăbirea cicatrizării rănilor.
Principii active: 
Conține saponine, glicozizi, alcaloizi, vitamina C, săruri minerale.
Modul de preparare 
Recoltare părțile aeriene ale plantei se recoltează la înflorire pe timp frumos și după ce s-a ridicat roua. Se uscă la umbră în strat subțire. Medicina umană extractul alcoolic din părțile aeriene ale plantei, comercializat în Rusia și alte țări din C.S.I. sub numele de FLOSKULEN, se folosește în perioada postnatală, pentru relaxarea și revenirea musculaturii uterine. Uz intern pentru tratarea catarelor bronhice infuzie din 1-1 ½ linguriță plantă uscată și mărunțită peste care se toarnă o cană cu apă clocotită.